# Naulasaari (ö i Mellersta Finland)
Naulasaari är en ö i Finland. Den ligger i sjön Isojärvi och i kommunen Jämsä i landskapet Mellersta Finland, i den södra delen av landet, 170 km norr om huvudstaden Helsingfors. Öns area är 0,4 hektar och dess största längd är 110 meter i sydöst-nordvästlig riktning.